# Han Kum-ok
Han Kum-ok (22 de setembre de 1987), és una lluitadora nord-coreana de lluita lliure. Va participar en els Jocs Olímpics de Londres 2012 en la categoria de 55 kg, aconseguint un 10è lloc. Va competir en tres campionats mundials, guanyadora d'una medalla de plata el 2011. Va guanyar sis medalles al Campionat Asiàtic, de plata en 2009 i 2015. .